# Сталість довкілля

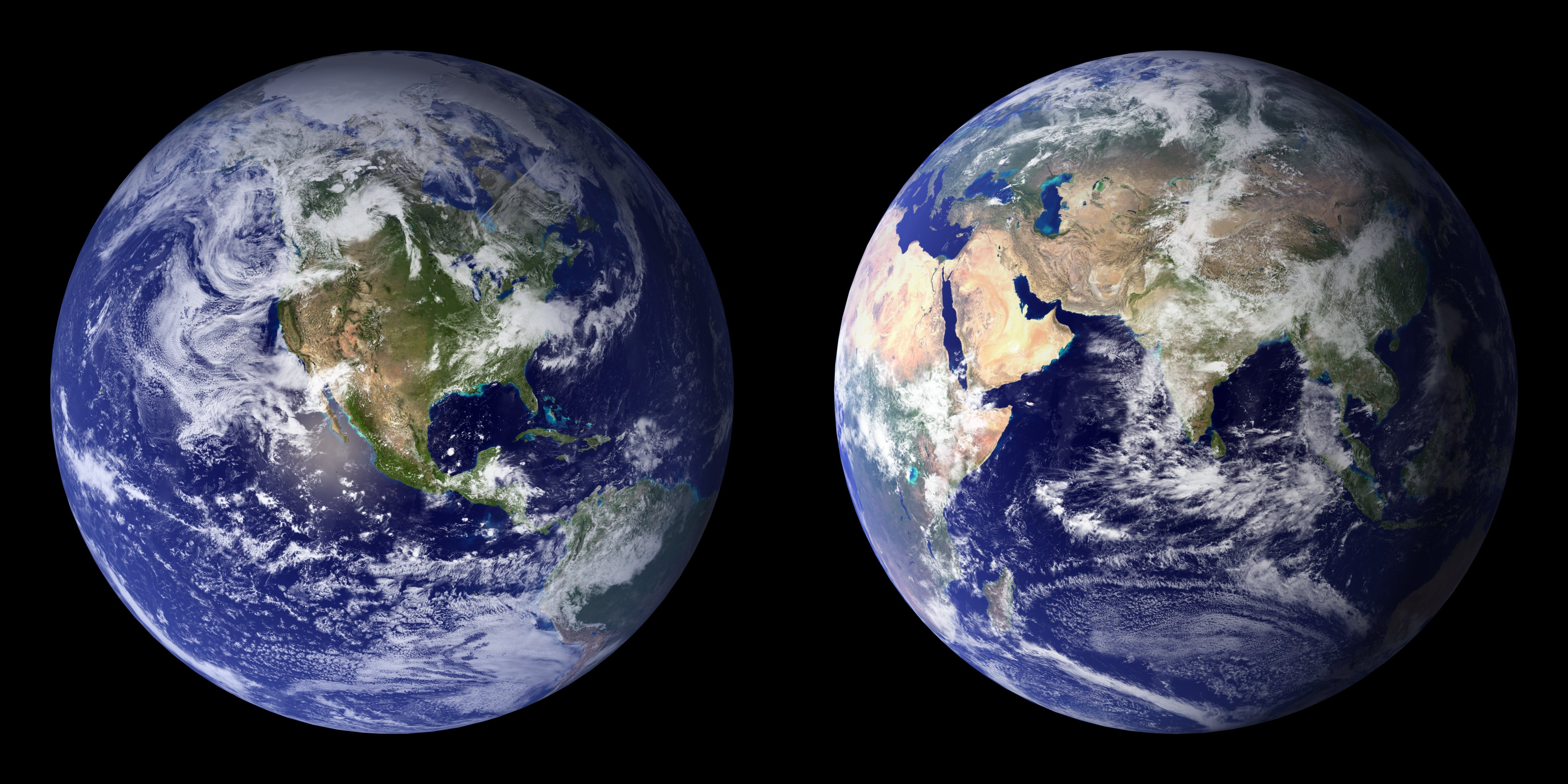
Сталість довкілля дозволить підтримувати життя людини в нинішньому його стані. Світлина «The Blue Marble», NASA: 2001 (ліворуч), 2002 (праворуч).

Сталість довкілля — здатність довкілля витримувати вплив людини. В екології термін означає здатність біологічних систем до збереження і розвитку біорізноманіття.
Водно-болотні угіддя і ліси — типові приклади біологічно-стійких систем. Для людей, сталість довкілля забезпечує потенціал для підтримки якості життя і продовження роду, загального благополуччя і розвитку (через екологічний, економічний і соціальний аспекти). Здорові екосистеми постачають продукти, необхідні для життя людей та інших організмів.
Існує два основних способи зниження негативного впливу людства і поліпшення екосистем.
Перший — енвіроментальний менеджмент. Цей підхід ґрунтується на інформації, зібраній науками про Землю, прикладною екологією та охоронною біологією. Другий підхід — управління споживанням ресурсів людством, який базується на інформації, зібраній завдяки економічним наукам.
Економіка сталого розвитку, чутлива до екології, також враховує соціальний, культурний і фінансовий аспект. Створення економіки сталості — сучасний виклик світу, на рівні міжнародного та національного законодавств, споживання, міського планування, транспорту, і стосується способу життя кожної людини.
Місією Хартії Землі є пропаганда переходу до сталого способу життя та формування глобального співтовариства, заснованого на загальних етичних підвалинах, що включають в себе повагу і турботу про все співтовариство живого, принципи екологічної цілісності, загальні права людини, повагу до культурної різноманітності, економічну справедливість, демократію і культуру світу.
Способи жити більш стійко можна знайти, реорганізувавши довкілля проживання (наприклад, екопоселення, екоміста і сталі міста, перебудувавши економічні сектори — (пермакультура, екологічне будівництво, стійке сільське господарство і стійка архітектура), використовуючи нові "зелені « технології, поновлювані джерела енергії.

## Споживання— населення, технології, ресурси
Головне вплив людини на Землю виходить від руйнування біофізичних ресурсів і, особливо, екосистем Землі. Сукупний вплив людства залежить від кількості населення Землі × вплив 1 людини, який в свою чергу залежить від використовуваних ресурсів, їх типу (наприклад, поновлювані або непоновлювані ресурси), і масштабу людської активності у співвідношенні зі здатністю екосистем витримувати зовнішній вплив.
Одну з перших спроб визначити вплив людства математично було зроблено в 1970-х роках і названо формула I PAT. Вона виражає споживання ресурсів враховуючи населення, рівень споживання і вплив на 1 одиницю використаного ресурсу
Формула виглядає так:
де: I — вплив на довкілля, P — населення, A — рівень споживання, T — технологія (так як споживання залежить від використовуваної технології)

## Населення

Графік демонструє зростання світового населення з 10000 років до нашої ери по 2000 р., який показує експоненціальне зростання

Світове населення досягло 7 млрд людей 30 жовтня 2011 р. і, згідно з оцінками статистичного агентства США, перевищить 9 млрд до 2050 року.
Більший приріст очікується в країнах, що розвиваються, де населення зросте з 5,6 млрд (2009) до 7,9 млрд (2050).
Довгострокові оцінки динаміки зростання глобального населення визначають пік близько 2070 р. в 9-10 млрд людей, і подальше зниження до 8,4 млрд до 2100 р.

## Здатність довкілля витримувати зовнішній вплив

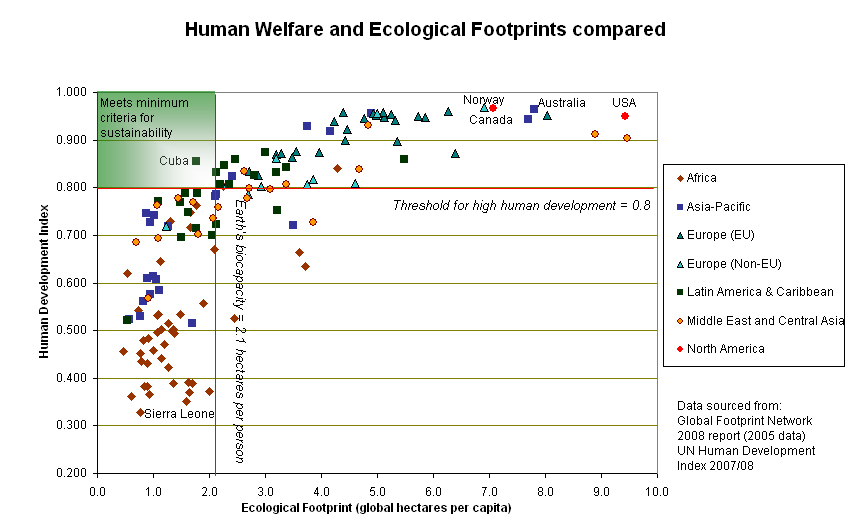
Ecological footprint for different nations compared to their Human Development Index (HDI)

Безліч досліджень показує, що людство вже зараз споживає більше ресурсів, ніж планета може відтворити.
Екологічний слід вимірює людське споживання в термінах біологічно продуктивної землі, яка надає необхідні людині ресурси, і споживає відходи середньостатистичного жителя Землі.

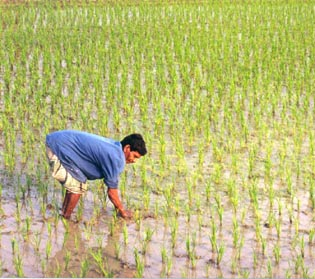
Рисове поле. Рис, пшениця, кукурудза і картопля становлять більше половини світових харчових ресурсів.

## Сталість довкілля і бідність
Найважливішим стимулом досягнення сталості довкілля є боротьба з бідністю. Загальновизнано, що бідність це наслідок деградації довкілля. Такий результат був озвучений в доповіді Brundtland та звітом Millennium Development Goals.
Згідно з доповіддю Брундланд, „бідність — один з ефектів глобальних екологічних проблем. У зв'язку з цим, потрібно боротися з екологічними проблемами, мати розуміння причин бідності та міжнародної нерівності.“
Люди, що живуть у бідності, більше покладаються на місцеві екосистеми, як на джерело базових ресурсів (харчування і медицина) і загального благополуччя.
З ростом світового населення, збільшується тиск на місцеві екосистеми. Згідно Фонду ОНН в області народонаселення, висока фертильність і бідність мають пряму залежність, і найбідніші країни світу також відрізняються високою фертильністю і відповідно темпами зростання населення.

## Подальше читання (англ.)
- Atkinson, G., Dietz, S. & Neumayer, E. (2007). Handbook of Sustainable Development. Cheltenham: Edward Elgar. ISBN 978-1-84376-577-6.
- Bartlett, A. (1998). Reflections on Sustainability, Population Growth, and the Environment—Revisited revised version (January 1998) paper first published in Population & Environment 16(1): 5-35. Retrieved on: 2009-03-12.
- Benyus, J. (1997). Biomimicry: Innovations Inspired by Nature. New York: William Morrow. ISBN 0-06-053322-6.
- Blackburn, W.R. (2007). The Sustainability Handbook. London: Earthscan. ISBN 978-1-84407-495-2.
- Costanza, R., Graumlich, L.J. & Steffen, W. (eds), (2007). Sustainability or Collapse? An Integrated History and Future of People on Earth. Cambridge, MA.: MIT Press. ISBN 978-0-262-03366-4.
- Kraines, Samuel Henry; H. Komiyama (2008). Vision 2050: Roadmap for a Sustainable Earth. Berlin: Springer. ISBN 4-431-09430-X.
- Norton, B. (2005). Sustainability, A Philosophy of Adaptive Ecosystem Management. Chicago: The University of Chicago Press. ISBN 978-0-226-59521-4.

## Ресурси Інтернету
- Compilation of Fact Sheets [недоступне посилання — історія] published by the University of Michigan's Center for Sustainable Systems
- Elements of sustainability at Microdocs
- Sustainability at The College of William and Mary